# Авіакомпанії Австрії
Авіакомпанії Австрії — авіалінії, що зареєстровані в Австрії.

## Регулярні авіакомпанії
| Авіакомпанія      | Код IATA | Код ICAO | Зображення | Позивний     | Базовий аеропорт                | Примітки                          |
| ----------------- | -------- | -------- | ---------- | ------------ | ------------------------------- | --------------------------------- |
| Anisec Luftfahrt  | VK       | FOO      |            | AUSTROJET    | Віденський міжнародний аеропорт | Виконує рейси авіакомпанії Level. |
| Austrian Airlines | OS       | AUA      |            | AUSTRIAN     | Віденський міжнародний аеропорт | Національний перевізник Австрії.  |
| easyJet Europe    | EC       | EJU      |            | ALPINE       | Віденський міжнародний аеропорт |                                   |
| Eurowings Europe  | E2       | EWE      |            | EUROWINGS    | Віденський міжнародний аеропорт |                                   |
| Lauda             | OE       | LDM      |            | LAUDA MOTION | Віденський міжнародний аеропорт |                                   |

## Чартерні авіакомпанії
| Авіакомпанія                       | Код IATA | Код ICAO | Зображення | Позивний        | Базовий аеропорт                                                               | Примітки |
| ---------------------------------- | -------- | -------- | ---------- | --------------- | ------------------------------------------------------------------------------ | -------- |
| Air X Executive Jets               |          |          |            |                 | Аеропорт Зальцбург                                                             |          |
| Airlink (Австрія)                  |          | JAR      |            | AIRLINK         | Аеропорт Зальцбург                                                             |          |
| Amira Air                          |          | XPE      |            | EXPERT          | Віденський міжнародний аеропорт                                                |          |
| Art Aviation                       |          | OES      |            | ART AUSTRIA     | Віденський міжнародний аеропорт                                                |          |
| Avcon Jet                          |          | AOJ      |            | ASTERIX         | Віденський міжнародний аеропорт                                                |          |
| Avia-Consult Flugbetrieb           |          | AJF      |            | AVIACONSULTANT  | Віденський міжнародний аеропорт                                                |          |
| Common Sky                         |          | AUN      |            | COMMON SKY      | Аеропорт Лінц                                                                  |          |
| Corporate Jet Management (Австрія) |          |          |            |                 | Віденський міжнародний аеропорт                                                |          |
| Easy Aviation                      |          |          |            |                 | Аеропорт Зальцбург                                                             |          |
| Europ Star Aircraft                |          | ESQ      |            | EUROP STAR      | Аеропорт Клагенфурт                                                            |          |
| Flex Ops                           |          |          |            |                 | Віденський міжнародний аеропорт                                                |          |
| Global Jet Austria                 |          | GLJ      |            | GLOBAL AUSTRIA  | Віденський міжнародний аеропорт                                                |          |
| GlobeAir                           |          | GAC      |            | DREAM TEAM      | Аеропорт Лінц                                                                  |          |
| Grossmann Air Service              |          | HTG      |            | GROSSMANN       |                                                                                |          |
| Mali Air                           |          | MAE      |            | MALI AIREXPRESS | Аеропорт Грац                                                                  |          |
| MJET                               |          | MJF      |            | EM-EXPRESS      | Віденський міжнародний аеропорт, Аеропорт Внуково, Міжнародний аеропорт «Київ» |          |
| People's                           | PE       | PEV      |            | PEOPLES         |                                                                                |          |
| Tyrolean Jet Services              |          | TJS      |            | TYROLJET        |                                                                                |          |